# Luna Sea (album)
| Recensione | Giudizio |
| ---------- | -------- |
| Discogs    | [ 1 ]    |

Luna Sea è il primo album dell'omonima band giapponese, pubblicato il 21 aprile 1991.

## Il disco
L'album fu prodotto dalla casa discografica Extasy Records di Yoshiki, batterista e leader degli X JAPAN, impegnata nella scoperta di giovani talenti nel nascente panorama visual kei.
Lo stile particolarmente innovativo della band, un mix di influssi punk rock, new wave e musica psichedelica, unito al look dark-punk e misterioso che essa sfoggiava, la consacrò ad un pronto successo, che ottenne soprattutto a partire dal successivo lavoro Image.
I testi delle canzoni presentano una poeticità genuina e claustrofobica, anticipando in nuce le tematiche di ricerca spirituale degli album successivi; la ricercatezza dei suoni e l'alternanza di profondità e rabbia nello stile di canto creano una atmosfera particolarissima e onirica che sarà una costante della produzione della band negli anni seguenti.

## Tracce
1. Fate – 1:20 (testo: Ryuichi – musica: Sugizo)
2. Time is Dead – 4:15 (testo: Ryuichi – musica: J)
3. Sandy Time – 4:55 (testo: Ryuichi – musica: Inoran)
4. Branch Road – 3:51 (testo: Ryuichi – musica: Sugizo)
5. Shade – 3:46 (testo: Ryuichi – musica: J)
6. Blue Transparency Kagirinaku Tōmei ni Chikai Burū (BLUE TRANSPARENCY 限りなく 透明に 近い ブルー) – 3:43 (testo: Ryuichi – musica: Inoran)
7. The Slain – 4:34 (testo: Ryuichi – musica: J)
8. Chess – 3:05 (testo: Ryuichi – musica: Sugizo)
9. Moon – 4:41 (testo: Ryuichi – musica: Sugizo)
10. Precious... – 3:49 (testo: Ryuichi – musica: J)